# Akaki Schanidse
Akaki Schanidse (georg. აკაკი გაბრიელის ძე შანიძე; * 26. Februar 1887 in Samtredia, Russisches Kaiserreich; † 29. März 1987 in Tiflis) war ein georgischer Historiker, Philologe, ein Begründer der Kartwelologie sowie Mitbegründer der Staatlichen Universität Tiflis.

## Leben und Werk
Schanidse wurde als Sohn eines orthodoxen Kirchendieners und Landwirtes geboren. 1903 beendete er das Geistliche Seminar in Kutaissi. 1913 schloss er die Universität Sankt Petersburg ab.
Er war Schüler von Nikolai Marr, wandte sich dann mit Kritik an dessen Japhetitentheorie (später Neue Lehre von der Sprache) von ihm ab.
Akaki Schanidse zählt zu den Mitbegründern der Staatlichen Universität Tiflis und er war der erste, der an der 1918 entstandenen Universität eine Dissertation verteidigte (1920). Dort leitete er die Fakultäten für Armenische Sprache, Georgische Sprache sowie für Altgeorgische Sprache.
Er wurde 1939 zum korrespondierenden Mitglied der Akademie der Wissenschaften der UdSSR berufen. 1941 wurde er als eines der Gründungsmitglieder der Georgischen Nationalen Akademie der Wissenschaften gewählt und war dort von 1948 bis 1950 Vizepräsident.
Schanidse war einer der Begründer der wissenschaftlichen Kartwelologie des 20. Jahrhunderts und der Verfasser einiger bahnbrechender Arbeiten zur Erforschung der georgischen Sprache und Literatur.
Seine Darstellung der neugeorgischen Sprache wurde zur Grundlage für den modernen Unterricht der georgischen Sprache an den Schulen und Hochschulen Georgiens. Er leistete einen maßgeblichen Beitrag zur Lesung und Datierung georgischer Inschriften sowie bei der Entdeckung und Zuordnung altalbanischer Schriftzeugnisse.
Er rekonstruierte die ursprüngliche Fassung des georgischen Nationalepos Der Recke im Tigerfell aus ca. dem 12. Jahrhundert von Schota Rustaweli.
Einen bedeutenden Beitrag zur georgischen Folkloristik leistete er durch die Herausgabe von chewsuretischer und schwanischer Poesie.
Zu seinen Schülern gehörten neben zahlreichen georgischen und sowjetischen Wissenschaftlern, wie Arnold Tschikobawa und Schota Dsidsiguri,  der Norweger Hans Vogt und die Deutsche Gertrud Pätsch.
Ihm wurde 1968 die Ehrendoktorwürde der Philosophischen Fakultät der Friedrich-Schiller-Universität Jena verliehen. Nach ihm wurde der Akaki-Schanidse-Preis benannt.
Schanidse verstarb hundertjährig, er wurde auf dem Pantheon der Universität Tiflis beigesetzt.

## Veröffentlichungen
- übersetzt von Heinz Fähnrich: Altgeorgisches Elementarbuch, 1. Teil : Grammatik der altgeorgischen Sprache. Tbilissi, Univ.-Verl., 1982.

## Auszeichnungen
- Leninorden 1953, 1967, 1971
- Orden der Oktoberrevolution 1971
- Orden des Roten Banners der Arbeit 1975
- Orden der Völkerfreundschaft 1975
- Ehrenzeichen der Sowjetunion 1941, 1987
- Medaille „Für heldenmütige Arbeit“ 1960

- Verdienter Wissenschaftler der Georgischen SSR 1943
- Verdienter Wissenschaftler der Armenischen SSR 1967